# 熔岩管

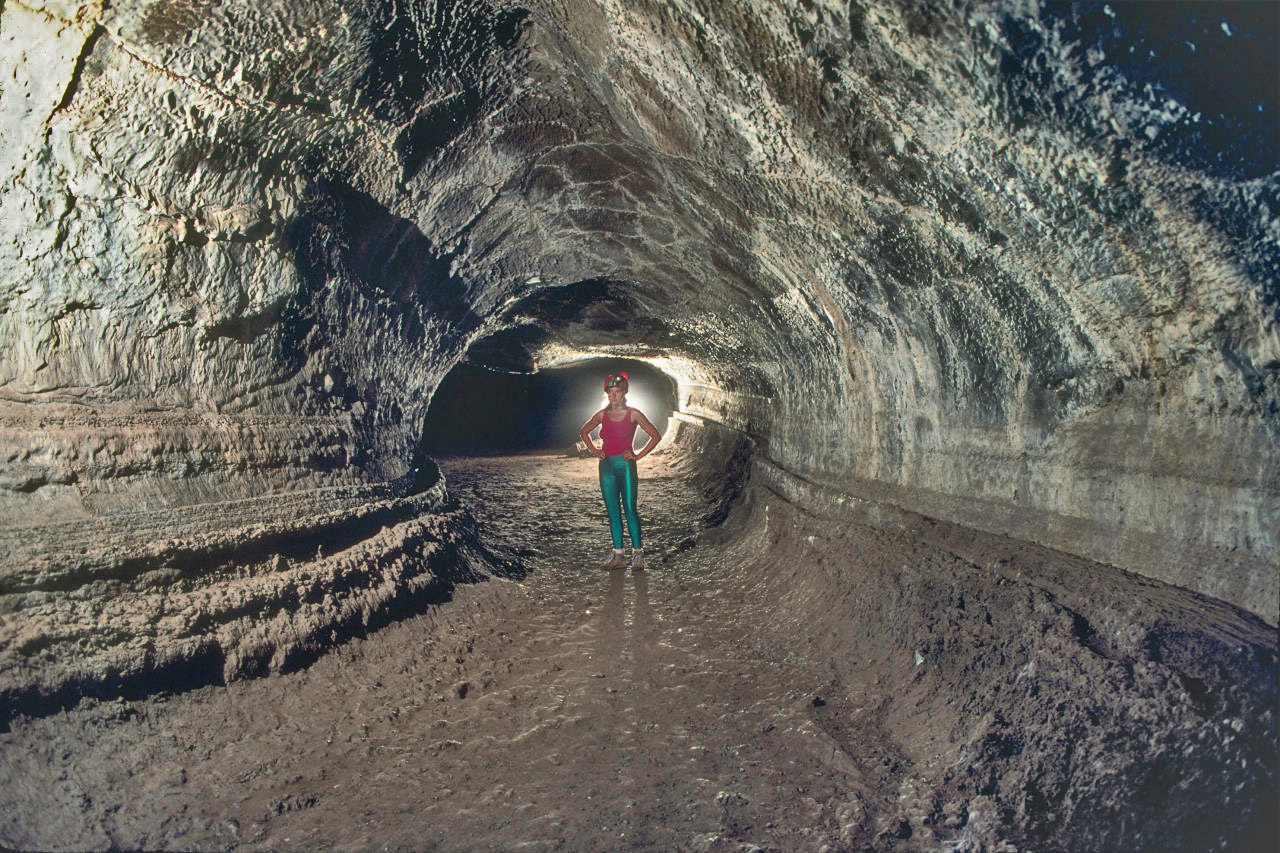
美國加州火山岩床國家紀念地的 Valentine Cave。影像中是典型的熔岩洞，洞壁的緣石顯示了過去熔岩的高度。

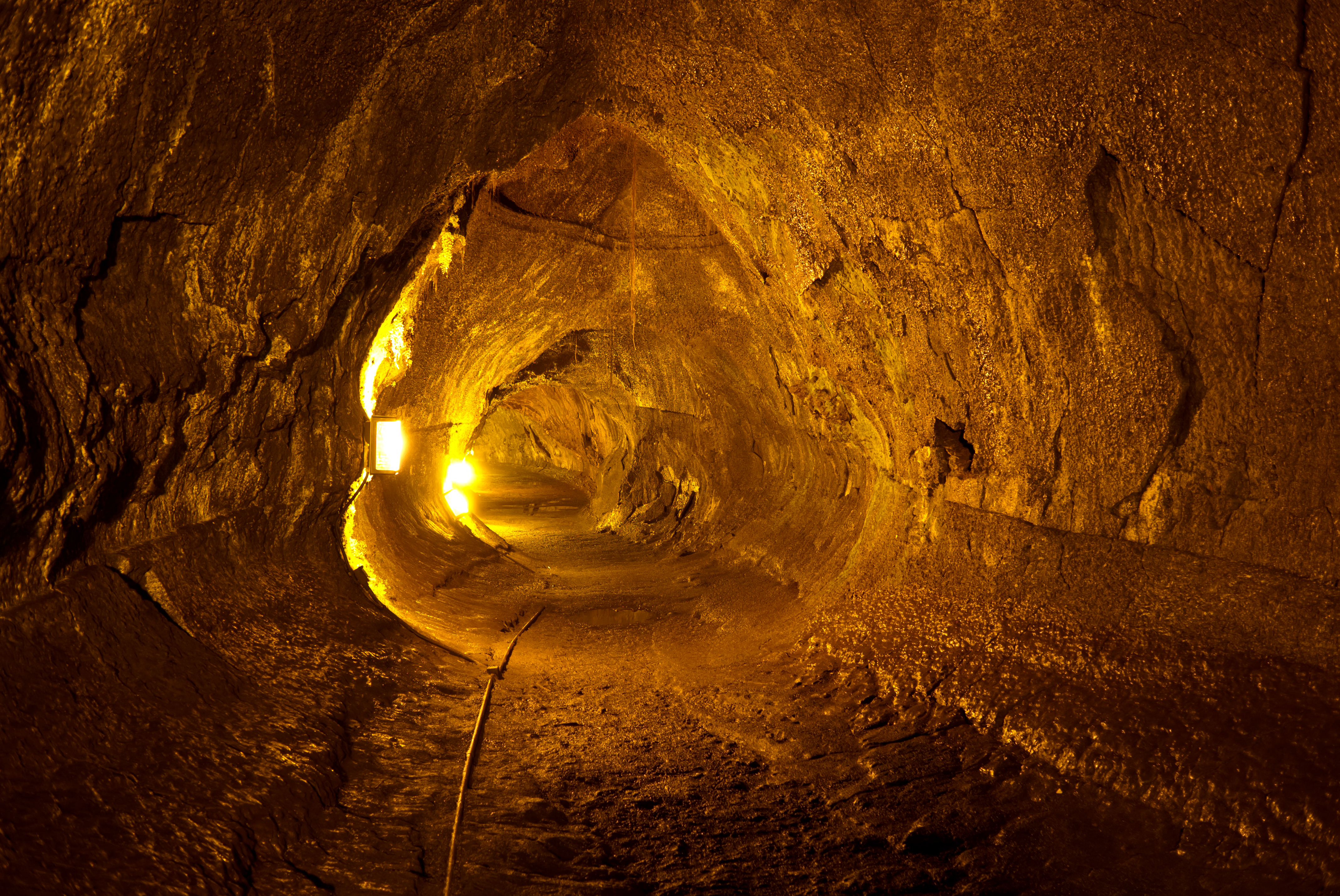
夏威夷火山國家公園的瑟斯頓熔岩洞（Thurston Lava Tube）。右方洞壁可見的高度標記代表過去熔岩高度。

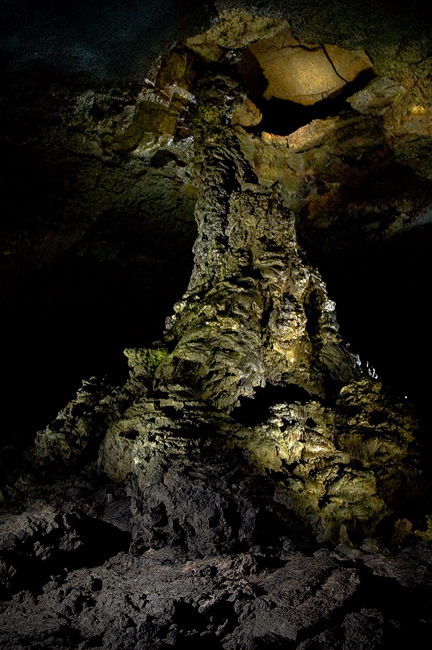
熔岩洞中相當罕見的熔岩柱。位於韓國濟州島萬丈窟。

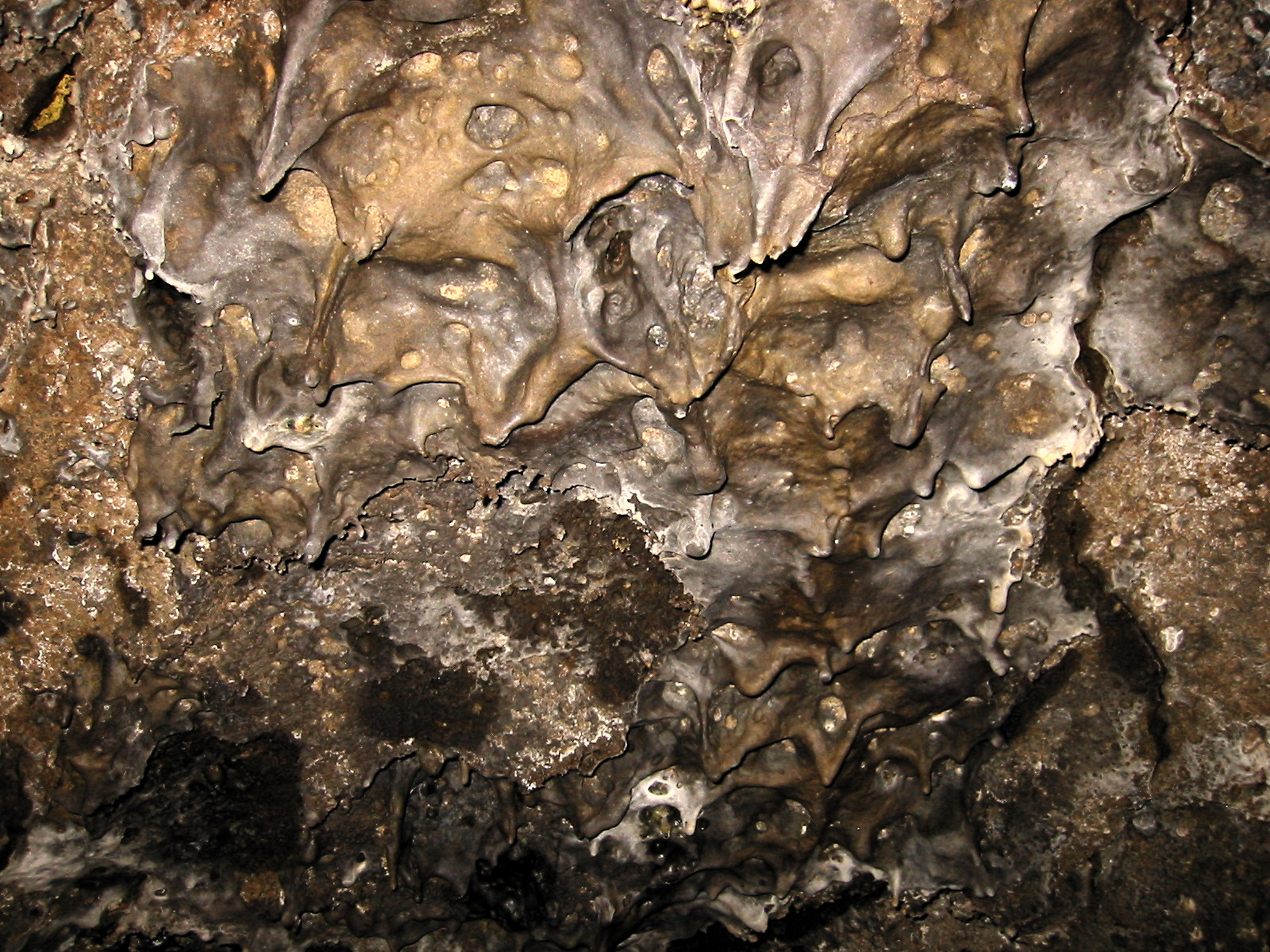
火山岩床國家紀念地Mushpot Cave內的熔岩鐘乳石（Lavacicle）。

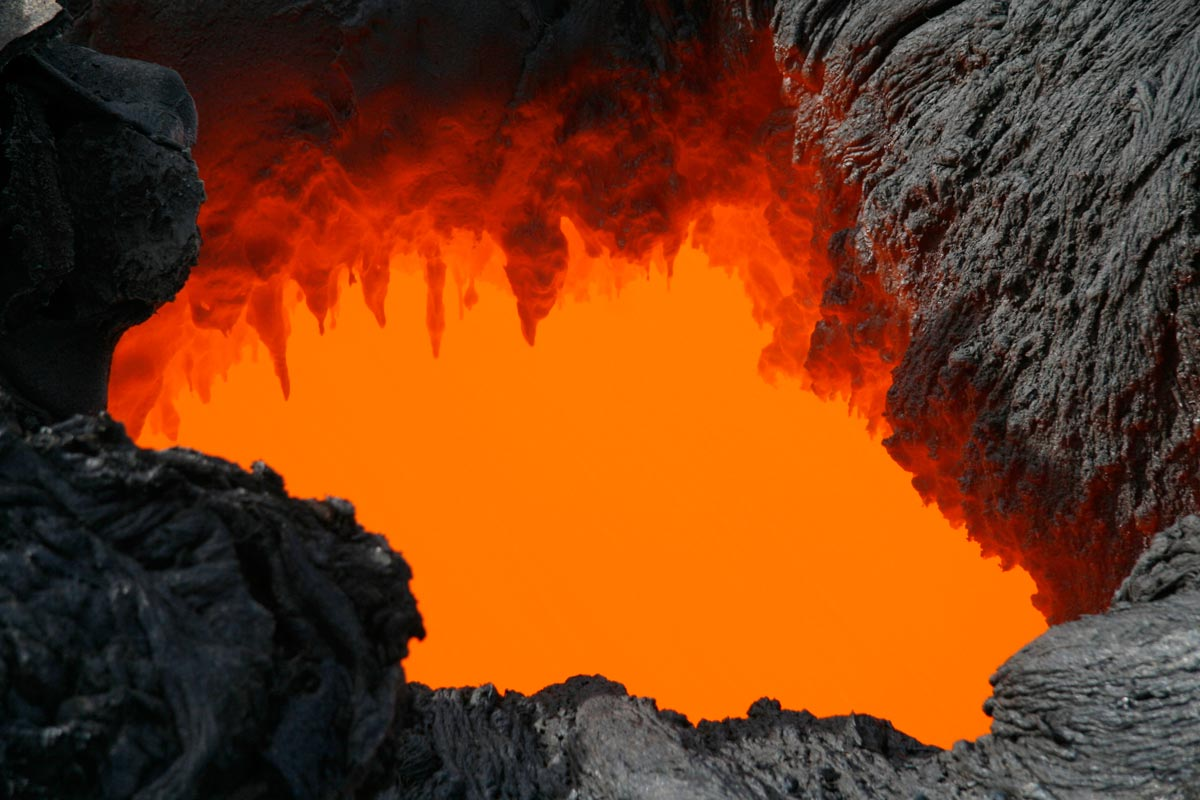
夏威夷火山國家公園沿海平原的熔岩洞近距影像，可見到形成於洞頂的熔岩鐘乳石。

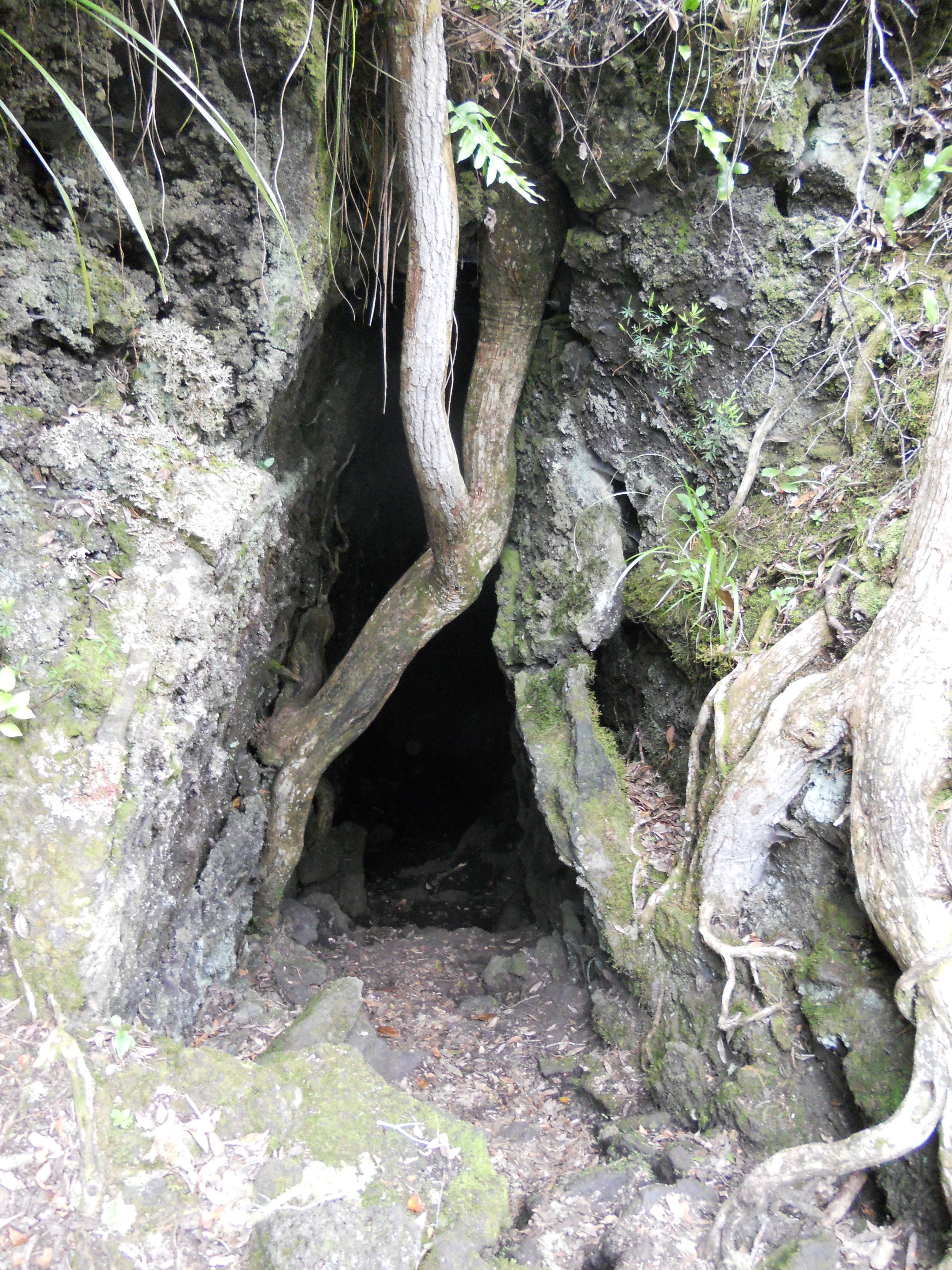
紐西蘭朗伊托托島（Rangitoto Island）上通往熔岩洞的洞口。

熔岩管是地表之下熔岩流動的天然通道，在火山噴發時熔岩會從熔岩洞中噴出。熔岩洞可能會充滿岩漿或整個空無一物；而後者的狀況代表熔岩流動已經停止，且岩石已經冷卻留下長而類似洞穴的通道。
在月球上也有發現熔岩洞的報告。

## 形成
熔岩管是熔岩洞的一種，當低黏度的熔岩流經過一個連續結構的厚地殼區域時就會使地殼變厚，並且在流動的熔岩上方形成管頂。熔岩管的形成可能有兩種方式：第一種是在熔岩渠道頂部成塊狀硬化，第二種是熔岩在地表下流動時由繩狀熔岩形成。
熔岩經常會在管道的噴發點流出。這些熔岩渠道即使在周圍環境低溫的時候仍極為高溫，這代表熔岩周圍的管壁是緩慢形成的，並且可能會因為周圍熔岩冷卻或管道的熔化使熔岩管逐漸變深。這些渠道因為深度足以使上方結成厚塊狀結構，會形成使熔岩保持熔融狀態的絕熱管道，並能讓熔岩流動。這類型的熔岩管往往接近噴發點。
遠離噴發點的地方熔岩是不在渠道內流動的，而是自離開熔岩源就以扇狀流動，而這通常是另一個熔岩管的噴發點。所謂的繩狀熔岩是在流動中冷卻，形成平滑或粗糙繩狀表面的熔岩。熔岩會持續流入直到源頭被阻塞。地下熔岩仍然相當高溫足以在一個點突破，形成一個新的熔岩源頭。當周圍繩狀熔岩冷卻時，來自先前源頭的熔岩就會自新的噴發點流出。這個形成的地下渠道就是熔岩管。

## 特徵
一個廣大的熔岩流場經常是由一個主要的熔岩管和一系列較小的熔岩管提供一或多個分開熔岩流的熔岩。當熔岩的來源因為噴發中止而消失或轉移他處時，熔岩管系統內熔岩就會被排空，並在地表下留下類似洞穴的管道。
這種已經成為空洞的熔岩管的管壁都會有特定的特徵以顯示過去熔岩在管內流動時的高度，也就是所謂的流壁架或取決於從管壁突出程度的流線。熔岩管的底部通常是繩狀熔岩，雖然這可能被來自管頂的破裂物覆蓋。在熔岩管中可找到多種洞穴堆積物，其中包含了飛濺狀、鯊魚牙狀或管狀的各種熔岩鐘乳石。熔岩鐘乳石是熔岩管中最常見的洞穴堆積物。從管狀熔岩鐘乳石低下的物質可能會形成石筍。而前者可能會形成所謂的管狀熔岩石藤（Helictite）。在管中也有熔岩形成的圓珠狀物從小開口被擠出，並在管壁上向下滾動。熔岩管內也有礦物沉積，最常見的是形成塊狀或結晶狀，少量的會形成鐘乳石或石筍。
熔岩管寬度可達到14到15公尺，雖然大多數熔岩管都不到這個寬度；並且深度一般在地表下1至15公尺。熔岩管也可能相當長。一個來自冒纳罗亚火山，最後進入海洋的熔岩管它的長度從噴發點計算可達到50公里；泰德峰的 Cueva del Viento - Sobrado 長度超過了18公里，這是因為它是相當錯綜複雜的系統。
一個位於澳大利亞凱阿瑪的熔岩管系統總共由20個管道組成。其中有許多是主熔岩管爆裂後形成。這些熔岩管中最大的直徑2公尺，並且在其廣大的冷卻表面上有柱狀節理。其他熔岩管則可找到同心狀或放射狀節理。這些熔岩管因為是低角度，其內部是被填滿的。

## 範例
- 冰島
  - 蘇爾圖熔岩洞（Surtshellir）：曾經長時間被認為是世界上最長的熔岩管[5]
  - Víðgelmir：冰島的另一個長熔岩管。
- 葡萄牙
  - 塔中之洞（Gruta das Torres）：亚速尔群岛的熔岩管系統
- 西班牙
  - 库瓦·维托（Cueva del Viento）：加那利群岛特内里费岛上長17公里的熔岩管。
- 美國
  - 熔岩河洞 (亞利桑那州)：位在亞利桑那州的可可尼諾國家森林內。
  - 火山岩床國家紀念地：美國最大的熔岩管集中區域。
  - 卡祖穆拉洞：世界上範圍最廣的熔岩管，也是所有已知洞穴中直線延伸最長的。
  - 熔岩河洞 (俄勒岡州)：位於俄勒岡州紐伯利火山國家紀念地（Newberry National Volcanic Monument）[6]
  - Ape Cave：位於華盛頓州，可能是美國本土第三長的熔岩管。
- 韩国
  - 霹雷摩芝窟：位于济州岛中部的汉拏山东北偏北的位置，世界上最长的熔岩洞。
- 月球：科學上的證據顯示月球上有許多熔岩管存在，尤其是馬利厄斯丘陵，該區域更被認為是未來人類殖民月球時的良好居住地點[7]。